# 肝付兼武
肝付 兼武（きもつき かねたけ）は、江戸時代前期の薩摩藩士。喜入肝付氏2代当主。
喜入肝付氏は肝付氏12代・肝付兼忠の三男・兼光を祖とする庶流。
慶長6年（1601年）、肝付兼篤の子として生まれる。慶長14年（1609年）、父の死去により家督相続。藩主・家久の面前で元服して兼武と名乗る。慶長19年（1614年）、大坂冬の陣の際に新納久信と共に出陣するも、肥後国で和睦の知らせを受けて帰国する。元和2年（1616年）、領内に若宮大名神を勧請する。
寛永12年（1635年）8月19日没。家督は嫡男・兼屋が相続した。